# Mustafa Kuzu (Schauspieler)
Mustafa Ahmet Kuzu (* 28. Januar 1987 in Ulm) ist ein deutscher Schauspieler und Drehbuchautor mit türkischem Migrationshintergrund.

## Leben
Mustafa A. Kuzus Eltern wanderten 1972 aus Konya, Türkei, nach Deutschland ein. Er wuchs in Ulm auf und machte sein Abitur 2008 am Albert-Einstein-Gymnasium. Während seines Lehramtstudiums an der Universität Augsburg entfaltete er seine Leidenschaft für Film und Schauspiel. Durch einen Theaterauftritt an der Universität in Augsburg und darauf folgende Projekte an der Filmakademie Ludwigsburg, kam seine Freundschaft zum Regisseur Murat Eyüp Gönültas zustande. Sein Drehbuch zum Kurzfilm Jagon (2016) wurde von Gönültas verfilmt und vom SWR produziert. Der Film lief 2016 auf der Genrenale in Berlin und erhielt einige Auszeichnungen. Kuzu spielte selbst in dem Film die Rolle des Antagonisten Mylius. In der deutschen Genre-Film-Szene genoss der Film große Aufmerksamkeit, sodass ein Teil des Films sogar einen Cameo-Auftritt in einer Tatort-Folge erhielt. 2019 erhielt Kuzu für seine Rolle als Heman in dem Kurzfilm Chocolate Man diverse internationale Auszeichnungen.

## Filmografie (Auswahl)
- 2011: Die Legende von Julio de La Casa (Kurzfilm)
- 2013: Honeymoon Hotel (Kurzfilm)
- 2014: 5 Satansbraten[5] Regie: Klaus Wirbitzky (Fernsehserie)
- 2016: Jagon[2] (Drehbuch & Darsteller)
- 2016: Nike – Flyknit (Spec-Werbefilm)
- 2018: Tatort (Fernsehreihe)
- 2018: Chocolate Man[6] (Kurzfilm)
- 2025: Bloody Bananas (Kurzfilm)
- 2025: Bloody Popcorn (Spielfilm)